# مارگارت فون وانگ
مارگارت ماتیله فون وانگ (با نام ازدواج آندرونیکوف؛ انگلیسی: Margarete von Wrangell; ۷ ژانویهٔ ۱۸۷۷ در مسکو – ۲۱ مارس ۱۹۳۲ در هوهنهایم) شیمیدان کشاورزی بالتیک-آلمانی و نخستین استاد زن تمام در دانشگاه‌های آلمان بود. او از خاندان اشرافی قدیمی بالتیک-آلمانی وانگ بود و دوران کودکی خود را در مسکو، اوفا و رول (تالین امروزی) سپری کرد.

## اوایل زندگی
پس از گذراندن امتحان صلاحیت تدریس با درجه ممتاز در سال ۱۸۹۴، چندین سال به تدریس خصوصی علوم پرداخت و همزمان به نقاشی و نوشتن داستان‌های کوتاه نیز مشغول بود. شرکت در دوره گیاه‌شناسی دانشگاه گرایفسوالد در سال ۱۹۰۳ نقطه عطفی در زندگی او محسوب می‌شد. از بهار ۱۹۰۴ در دانشگاه‌های لایپزیگ و توبینگن به تحصیل علوم طبیعی پرداخت و در سال ۱۹۰۹ موفق به اخذ مدرک دکترای شیمی با درجه عالی از دانشگاه توبینگن شد. موضوع رساله دکتری او «ایزومری استر اسید فورمیل-گلوتاکونیک و مشتقات برم آن» بود.
در سال‌های پس از تحصیل، فون وانگ به پژوهش‌های علمی و سفر پرداخت. در سال ۱۹۰۹ به عنوان دستیار در ایستگاه آزمایش کشاورزی دورپات مشغول به کار شد و در سال ۱۹۱۰ با ویلیام رمزی در لندن در زمینه پرتوشناسی همکاری کرد. سال ۱۹۱۱ را به عنوان دستیار مؤسسه شیمی معدنی و فیزیک در استراسبورگ گذراند و در سال ۱۹۱۲ چندماه در مؤسسه کوری پاریس زیر نظر ماری کوری به تحقیق پرداخت. در پایان سال ۱۹۱۲ به ریاست ایستگاه آزمایش کشاورزی انجمن کشاورزی در رول منصوب شد و مسئولیت نظارت بر بذر، خوراک دام و کودهای شیمیایی را بر عهده گرفت. پس از انقلاب اکتبر روسیه و تعطیلی مؤسسه، او دستگیر شد اما در سال ۱۹۱۸ موفق به فرار به آلمان شد.
از تابستان ۱۹۱۸ فعالیت علمی خود را در ایستگاه تحقیقات کشاورزی هوهنهایم آغاز کرد و از سال ۱۹۲۰ به ریاست یکی از بخش‌های این مرکز منصوب شد. پژوهش‌های اولیه او بر رفتار فسفر در خاک متمرکز بود. در سال ۱۹۲۰ با ارائه رساله‌ای با عنوان «جذب اسید فسفریک و واکنش‌های خاک» در دانشگاه کشاورزی هوهنهایم موفق به اخذ مدرک هابیلیتیشن (بالاترین مدرک دانشگاهی در نظام آلمان) شد. در سال ۱۹۲۳ به عنوان استاد تمام در رشته تغذیه گیاهی منصوب گردید و با حمایت مالی دولت، مؤسسه مستقلی برای تحقیقات تغذیه گیاهی تأسیس کرد که مجهز به آزمایشگاه‌های پیشرفته و زمین‌های آزمایشی بود. او تا پایان عمر در سال ۱۹۳۲ ریاست این مؤسسه را بر عهده داشت.
زندگی و دستاوردهای علمی مارگارت فون وانگ عمدتاً از طریق زندگینامه‌ای که پس از مرگش منتشر شد شناخته شده است. این کتاب با عنوان «مارگارت فون ورانگل: زندگی یک زن از ۱۸۷۶ تا ۱۹۳۲» بر اساس خاطرات، نامه‌ها و یادداشت‌های پرنس ولادیمیر آندرونیکوف گردآوری شده و نخستین بار در سال ۱۹۳۵ به چاپ رسید که پس از آن چندین ویرایش مختلف از آن منتشر شد.
در آلمان فدرال، فمینیست‌ها نقش مهمی در معرفی مجدد این دانشمند برجسته داشتند. زندگی استثنایی او را به چهره‌ای محوری در مطالعات زنان و جنسیت تبدیل کرده است. از دهه ۱۹۷۰ به بعد، آثار متعددی به بررسی ابعاد مختلف زندگی و محیط اجتماعی او پرداخته‌اند. در پژوهش‌های جنسیتی مرتبط با تاریخ کشاورزی، او به عنوان یکی از پیشگامان برجسته این حوزه شناخته می‌شود.
دستاوردهای او موجب شد تا دو نهاد حمایتی دولتی به نام او تأسیس شود. در سال ۱۹۹۲، دولت ایالتی نوردراین-وستفالن «بنیاد مارگارت فون ورانگل» را برای تقویت همکاری بین دانشگاه‌ها و بنگاه‌های کوچک و متوسط ایجاد کرد. پنج سال بعد در سال ۱۹۹۷، وزارت علوم ایالت بادن-وورتمبرگ «برنامه هابیلیتیشن مارگارت فون ورانگل» را ویژه حمایت از زنان دانشمند واجد شرایط راه‌اندازی نمود. این برنامه تاکنون به بسیاری از پژوهشگران زن برای کسب بالاترین مدرک دانشگاهی آلمان کمک کرده است.